# Grzybiany
Grzybiany est une commune du sud-ouest de la Pologne, située dans la région de Voïvodie de Basse-Silésie, dans le district de Legnica,  gmina rural de Kunice.
La commune se situe à 8 kilomètres de Legnica et 54 kilomètres de Wrocław.

## Photos

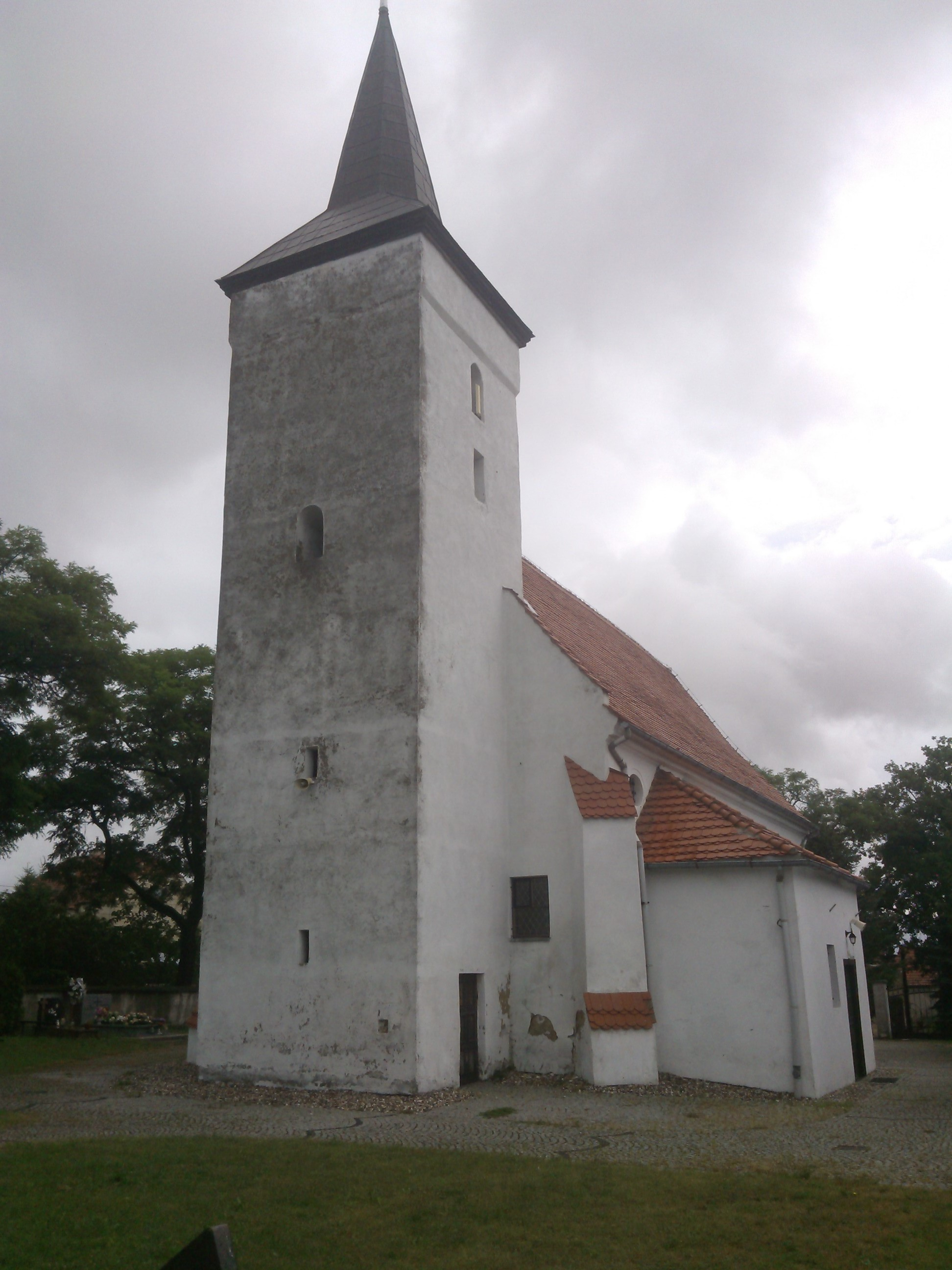
Église de Grzybiany
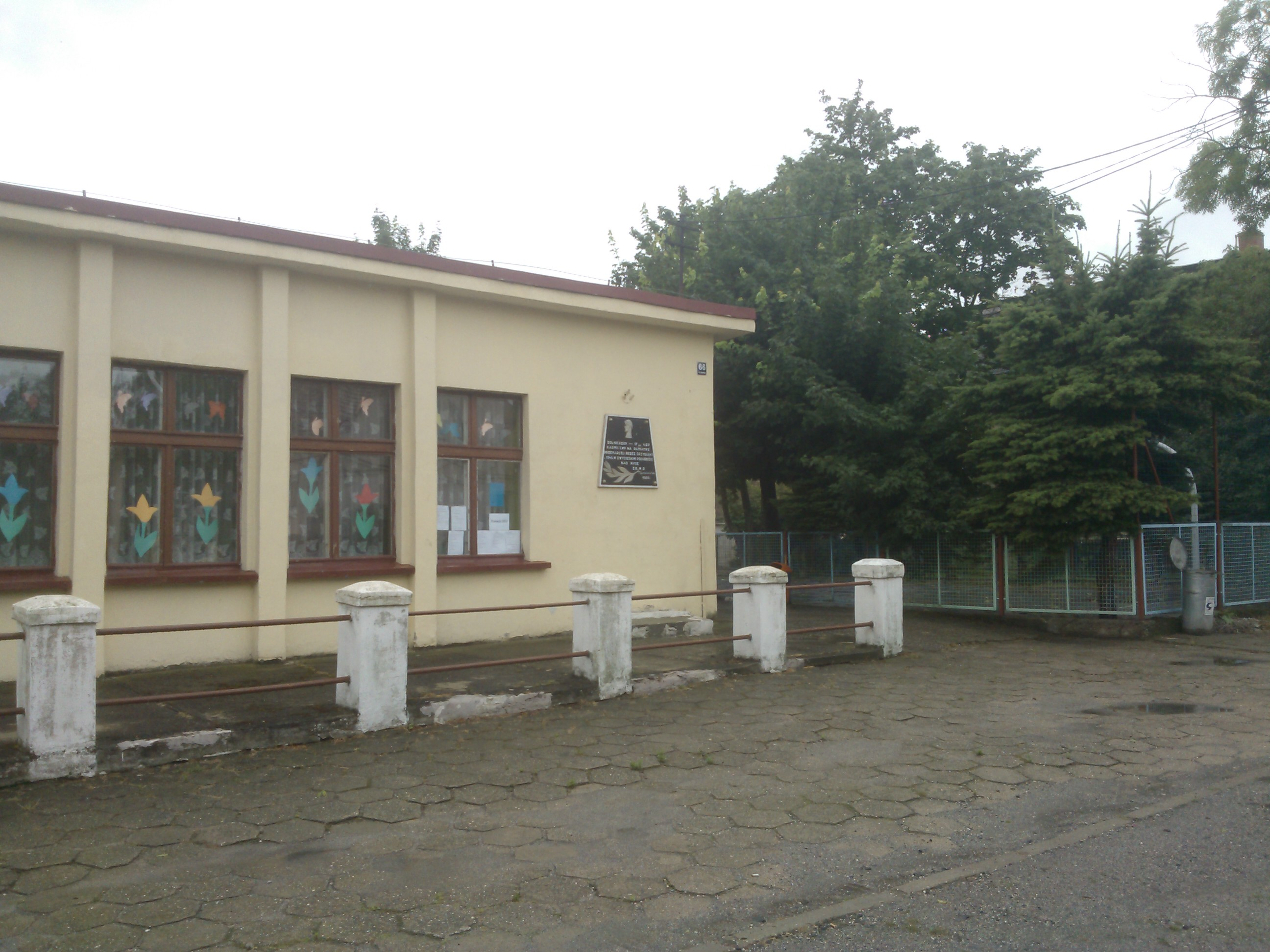
Centre Culturel de la ville
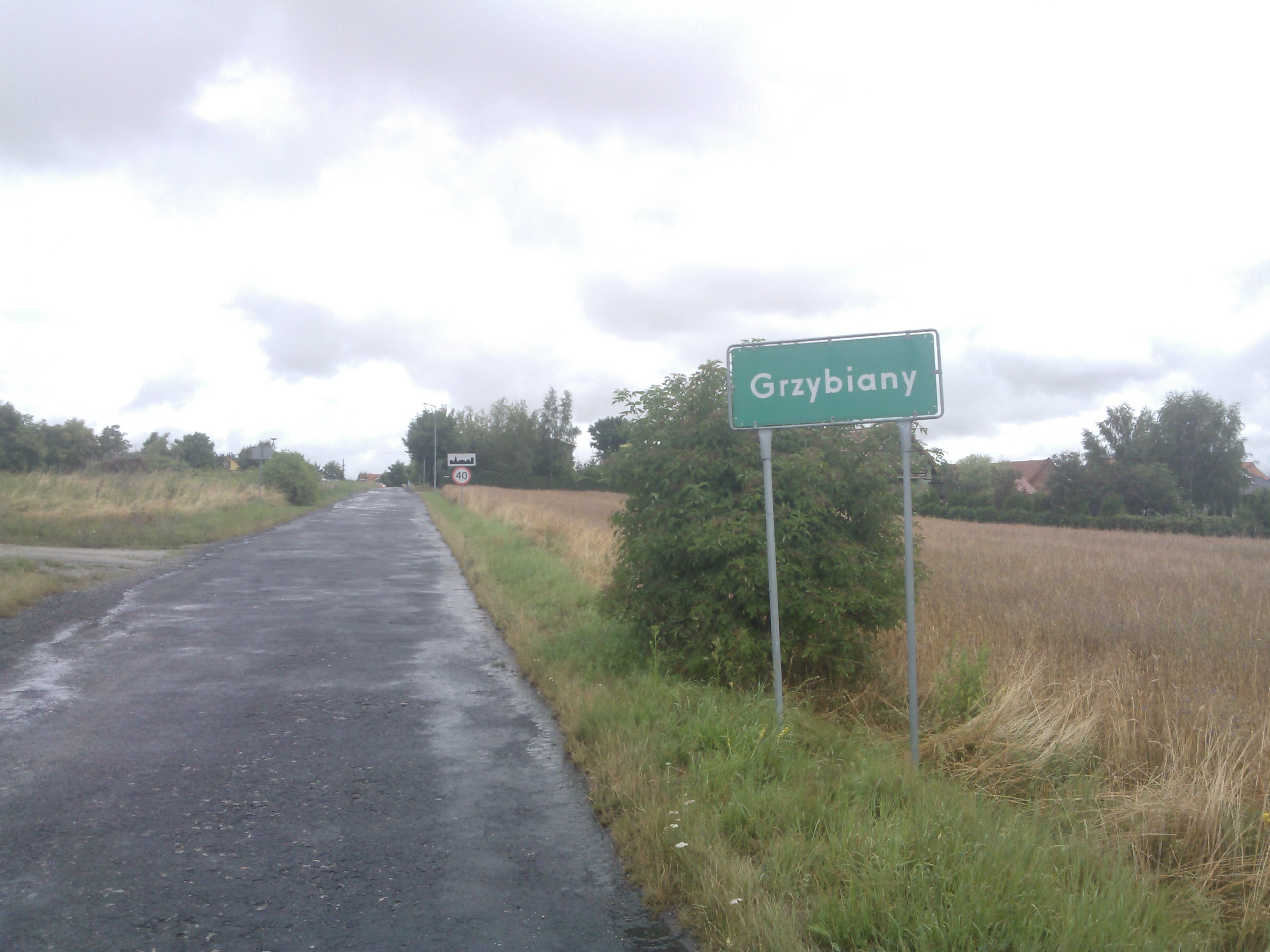
Entrée de la ville
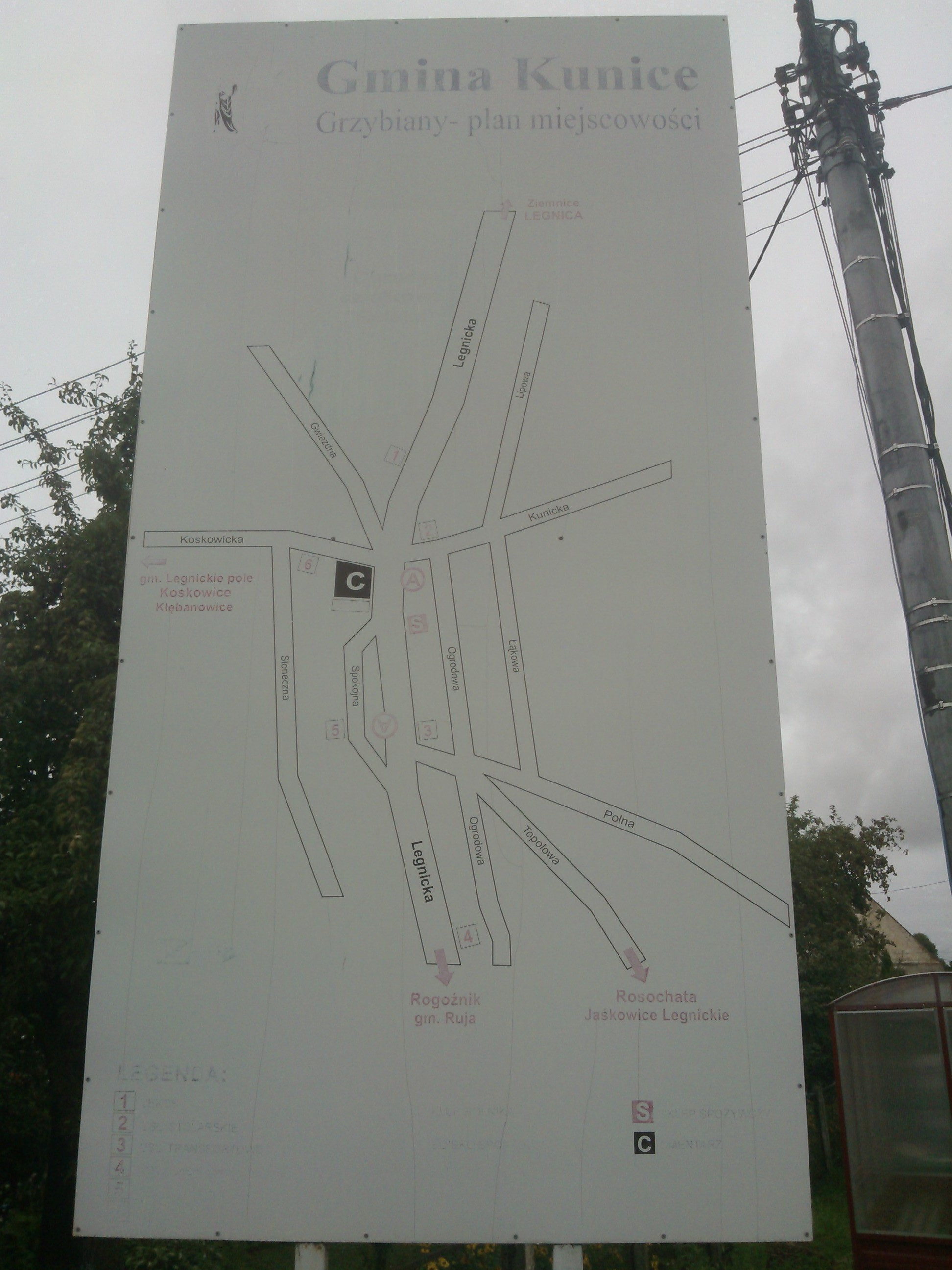
Plan de la ville Grzybiany